# Shelby County (Alabama)
Das Shelby County ist ein County im Bundesstaat Alabama der Vereinigten Staaten. Der Verwaltungssitz (County Seat) ist Columbiana.

## Geographie
Das County liegt nördlich des geographischen Zentrums von Alabama und hat eine Fläche von 2097 Quadratkilometern, wovon 38 Quadratkilometer Wasserfläche sind. Es grenzt im Uhrzeigersinn an folgende Countys: St. Clair County, Talladega County, Coosa County, Chilton County, Bibb County und Jefferson County.

## Geschichte
Shelby County wurde am 7. Februar 1818 aus Teilen des Territoriums der Creek-Indianer gebildet. Benannt wurde es nach Isaac Shelby, einem Helden im amerikanischen Revolutionskrieg und erstem Gouverneur von Kentucky. Die erste Bezirkshauptstadt war Shelbyville, danach wurde es Columbia, am 13. Januar 1832 umbenannt in Columbiana.
Zehn Bauwerke und Stätten im County sind im National Register of Historic Places (NRHP) eingetragen (Stand 7. April 2020), darunter die Columbiana City Hall, der Downtown Montevallo Historic District und das King House.

## Demographische Daten

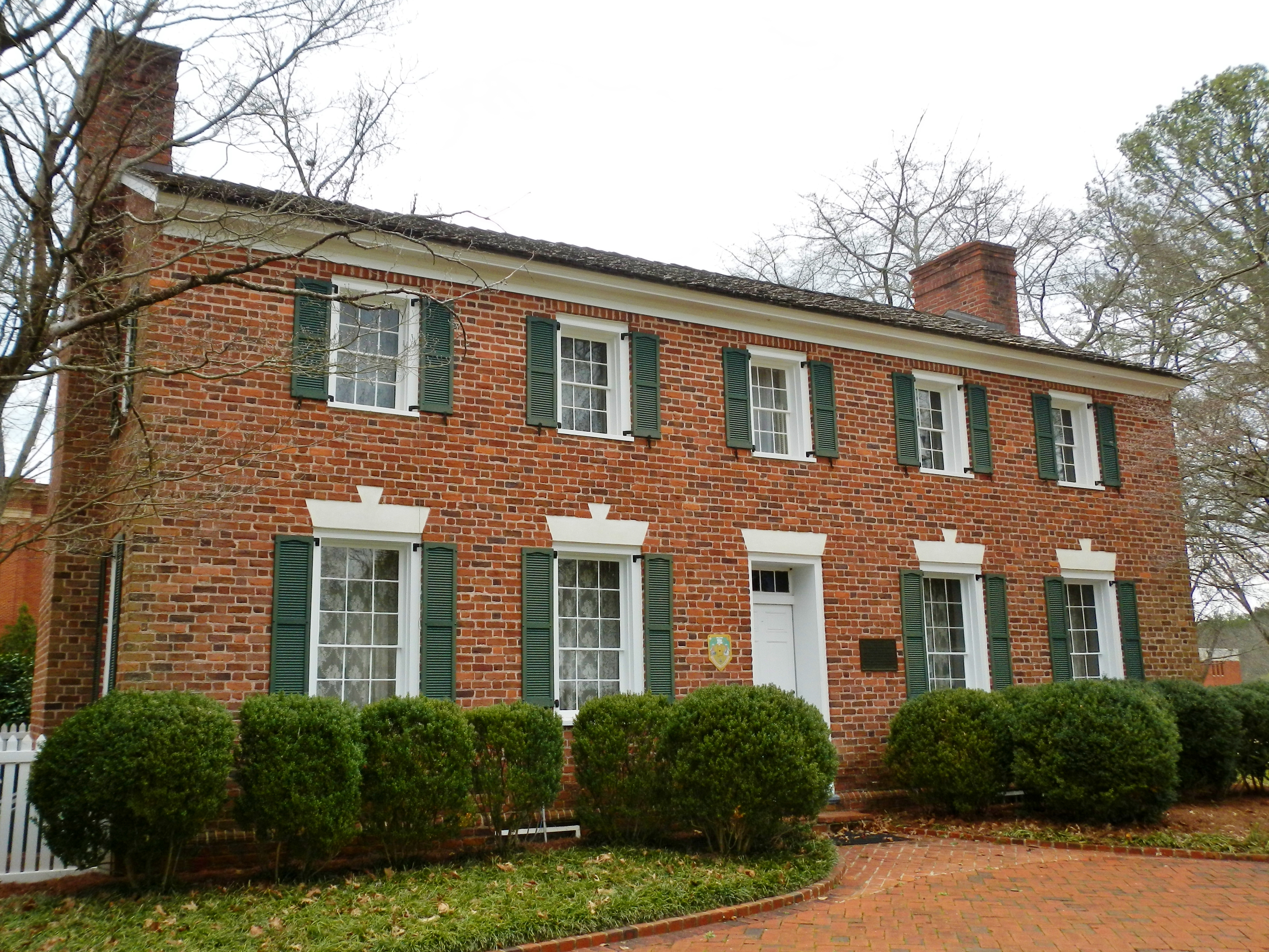
Das King House auf dem Campus der University of Montevallo, gelistet im NRHP

Gemäß der Volkszählung aus dem Jahr 2000 lebten im Shelby County 143.293 Menschen. Davon wohnten 1.675 Personen in Sammelunterkünften, die anderen Einwohner lebten in 54.631 Haushalten und 40.590 Familien. Die Bevölkerungsdichte betrug 70 Einwohner pro Quadratkilometer. Ethnisch betrachtet setzte sich die Bevölkerung zusammen aus 89,80 Prozent Weißen, 7,40 Prozent Afroamerikanern, 0,33 Prozent amerikanischen Ureinwohnern, 1,03 Prozent Asiaten, 0,02 Prozent Bewohnern aus dem pazifischen Inselraum und 0,71 Prozent aus anderen ethnischen Gruppen; 0,72 Prozent stammten von zwei oder mehr Ethnien ab. 2,03 Prozent der Bevölkerung waren spanischer oder lateinamerikanischer Abstammung.
Von den 54.631 Haushalten hatten 36,7 Prozent Kinder und Jugendliche unter 18 Jahren, die bei ihnen lebten. In 63,6 Prozent lebten verheiratete, zusammen lebende Paare, 8,1 Prozent waren allein erziehende Mütter, 25,7 Prozent waren keine Familien, 21,7 Prozent aller Haushalte waren Singlehaushalte und in 5,2 Prozent lebten Menschen im Alter von 65 Jahren oder darüber. Die Durchschnittshaushaltsgröße betrug 2,59 und die durchschnittliche Familiengröße betrug 3,04 Personen.
26,3 Prozent der Bevölkerung waren unter 18 Jahre alt, 8,2 Prozent zwischen 18 und 24, 33,7 Prozent zwischen 25 und 44, 23,4 Prozent zwischen 45 und 64 und 8,5 Prozent waren 65 Jahre oder älter. Das Durchschnittsalter betrug 35 Jahre. Auf 100 weibliche Personen kamen 96,2 männliche Personen und auf Frauen im Alter von 18 Jahren und darüber kamen 92,6 Männer.
Das jährliche Durchschnittseinkommen eines Haushalts betrug 55.440 USD, das Durchschnittseinkommen einer Familie 64.105 USD. Männer hatten ein Durchschnittseinkommen von 45.798 USD, Frauen 31.242 USD. Das Prokopfeinkommen betrug 27.176 USD. 4,6 Prozent der Familien und 6,3 Prozent der Einwohner lebten unterhalb der Armutsgrenze.

## Städte und Gemeinden im Shelby County
- Abbot Springs
- Acton
- Aden
- Alabaster
- Aldrich
- Almont
- Anita
- Arkwright
- Bamford
- Boothton
- Brantleyville
- Cahaba River Estates
- Calcis
- Calera
- Camp Horne
- Chancellor Crossroads
- Chelsea
- Coalmont
- Columbiana
- Creswell
- Dargin
- Deerhurst
- Dogwood
- East Saginaw
- Elliotsville
- Elvira
- Erratta
- Falliston
- Fourmile
- Gallups Crossroads
- Glen Carbon
- Gurnee
- Gurnee Junction
- Hardy
- Harpersville
- Helena
- Hillsdale
- Hoover
- Indian Springs Village
- Inverness
- Kewahatchie
- Keystone
- Kingdom Crossroads
- Klein
- Lake Purdy
- Lawley
- Leeds
- Longview
- Maylene
- Meadowbrook
- Montevallo
- Mossboro
- Mostellers
- Nelson
- New Hope
- Old Maylene
- Ozan
- Paramount
- Pasqua
- Pelham
- Roberta
- Roebuck
- Ryan
- Saginaw
- Scottrock
- Shelby
- Shelby Shores
- Shelby Springs
- Siluria
- Simmsville
- South Calera
- Springs Junction
- Stems
- Sterrett
- Straven
- Superior
- Tacoa
- Tulse
- Turner
- Underwood
- Vandiver
- Varnons
- Verlie
- Vincent
- Watkins
- Westover
- Wilsonville
- Wilton
- Winburn